# Rifugio Alpe di Lago
Das Rifugio Alpe di Lago, auch Rifugio Lago (deutsch Lagohütte), ist eine Schutzhütte des Patriziato von Biasca zuoberst im Valle Santa Petronilla, einem Seitental des Rivieratales, auf dem Gebiet der Gemeinde Biasca im Kanton Tessin in den Lepontinischen Alpen auf einer Höhe von 2130 m ü. M.

## Geschichte
Die ehemalige Alphütte auf der Alpe di Lago wurde von 1986 bis 1987 vom Patriziato mit freiwilligen Helfern aus Biasca restauriert. Sie steht am Südfuss des Mottone di Cava (2371 m), am nördlichen Ufer des Sees der Alpe di Lago. Der sich östlich oberhalb der Hütte befindende Forcarella di Lago Pass (2256 m), ermöglicht den Übergang zur Capanna Cava.
Die Selbstversorgerhütte ist immer offen und hat 6 Betten.

## Hüttenzustiege
- Von der Alpe di Cava (2005 m ü. M.), Val Pontirone, in 50 Minuten Gehzeit. Schwierigkeitsgrad T2. Die Alp ist auf einem schmalen, holperigen Waldweg mit dem Auto erreichbar.
- Von Biborgh, Val Pontirone, (1294 m ü. M.), in 2 ¾ Stunden, T2. Biborgh ist mit dem Auto erreichbar.
- Von Biasca (301 m ü. M.) über Fracion, Monte del Tredas, Alpe di Compiett in 5 ½ Stunden. Biasca ist mit öffentlichen Verkehrsmitteln erreichbar, T3.

## Wanderungen
- Cava-Seen (Laghetti di Cava) (2107 m ü. M.)

## Nachbarhütten und Übergänge
- Capanna Cava, Val Pontirone, (2066 m ü. M.)  in 40 Minuten, T2.
- Rifugio Biasagn, Val Pontirone, (2023 m ü. M.) in 3 ½ Stunden.
- Rifugio Alpe di Giümela, Val Pontirone, (1807 m ü. M.) in 4 Stunden.
- Pass Giümela (2117 m ü. M.): via Alpe di Cava, Biborgh, Alpe di Giümela über den Pass Giümela nach Rossa (1069 m ü. M.) im Calancatal, T3.